# USS Panamint (AGC-13)
USS Panamint (AGC-13) – amerykański okręt dowodzenia typu Mount McKinley. Brał udział w działaniach II wojny światowej. Odznaczony jedną battle star za udział w II wojnie światowej. 
Brał udział w operacji desantowej na Okinawę, po wojnie brał udział w okupacji Japonii oraz operacji Crossroads.
W styczniu 1947 roku „Panamint” został wycofany ze służby i umieszczony w rezerwie we U.S. Pacific Reserve Fleet. Był zakotwiczony w San Diego. Jego nazwę skreślono z listy jednostek floty 1 lipca 1960 roku. Zatwierdzono jego rozebranie 4 listopada 1960 roku. Zezłomowany w roku 1961.